# المتحف الميكانيكي
المتحف الميكانيكي (بالإنجليزية: The Musée Mécanique)‏ هو متحفٌ تفاعليٌّ هادفٌ للربح. يقعُ المتحَف في مرسى الصيادين في سان فرانسيسكو، كاليفورنيا. مع أكثر من 300 آلة ميكانيكية، فهو واحدٌ من أكبر المجموعات المملوكة للقطاع الخاص في العالم.

## التاريخ
بدأ المالك الأصلي للمتحف، إد زيلينسكي، جمع القطع في سن الحادية عشرة. عُرضَت ألعابه في عشرينيات القرن الماضي في بلاي لاند (بالإنجليزية: Playland)‏، لكن وبحلول عام 1972، أُغلقَ مقرّ بلاي لاند وأصبحَ المتحف الميكانيكي جزءًا من منطقة جولدن جيت الترفيهية الوطنية (بالإنجليزية: Golden Gate National Recreation Area)‏. انتقلَ المتحف إلى الطابق السفلي (السرداب) من كليف هاوس (بالإنجليزية: Cliff House)‏ على بعد بضعة مربعات سكنية شمالًا وعبر الطريق السريع من موقع بلاي لاند. نجل زيلينسكي، دان زيلينسكي هو من تولى تلكَ الوظيفة المؤقتة في السبعينيات للحفاظ على المجموعة.
ظهر المتحف في فيلم يوميات الأميرة (بالإنجليزية: The Princess Diaries)‏ الذي صدرَ عام 2001، وفي حلقة عام 2011 من البرنامج التلفزيوني الياباني غيم سنتر سي إكس (بالإنجليزية: GameCenter CX)‏.

### الانتقال لفيشرمان وارف
بحلول عام 2002، وعندما بدأت أعمال تجديد كليف هاوس، أعلنت إدارة المتنزهات الوطنية عن خطط لنقل المتحف الميكانيكي مؤقتًا إلى منطقة فريشمان وارف (بالإنجليزية:  Fisherman's Wharf)‏. تم تخصيص جزء من التجديد الذي خُصّص له 14 مليون دولار لنقل المتحف، بدعمٍ من خدمة المتنزهات القومية، ومنطقة جولدن جيت الترفيهية الوطنية، ومالك المتحف إد زيلينسكي. أثار تحرك المتحف احتجاجات من قبل السكان المحليين في سان فرانسيسكو، حيث افتتحوا عريضة عبر الإنترنت تُعارض هذه الخطوة، مع أكثر من 12000 توقيع. يعتقد العديد من المتظاهرين أن المال لم يكن متاحًا لتمويل هذه الخطوة والتجديدات، وكان لدى الكثير منهم مشاعر قوية حول الأهمية التاريخية والحنين للمتحف من تاريخه في بلاي لاند. غير مدركين لوضع المتحف الربحي، حاول العديد منهم التبرع للمتحف لإبقائه في موقعه الحالي. على الرغم من الإحباط العام، ظل مدير المتحف دان زيلينسكي متحمسًا لهذه الخطوة، وفهم الروابط التاريخية والعاطفية التي يحتفظ بها السكان المحليون للمتحف: «عليك أن تفهم أن الناس نشأوا مع هذا النوع من الآلات ... بالنسبة للجيل السابق، كانت هذه ألعاب الفيديو. العديد من الزوار لم يأتوا إلى هنا منذ الطفولة، ولكن عندما يمرون عبر هذا الباب، فإنهم يعودون بالزمن إلى الوراء». تم تحديد الخطط الأصلية لإعادة المتحف إلى منطقة الترفيه في عام 2004 عند الانتهاء من البناء، لكن المتحف لا يزال في فيشرمان وارف. على الرغم من حب السكان المحليين للموقع الأصلي، وصفت الإذاعة الوطنية العامة المكان بأنه "ضيق، صاخب، رطب وقذر قليلاً".

### اليوم
المتحف الميكانيكي هو متحف ربحي، يملكه ويديره دان زيلينسكي. تتطلب الآلات صيانة مستمرة، وبعضها خَضع لترميمات كبيرة. يزور المتحف أكثر من 100000 زائر سنويًا. الدخول مجاني، ولكن يجب على الزوار الدفع مقابل استخدام كل لعبة فيه. بحلول عام 2011، وصفت يو إس نيوز آند وورد ريبورت (بالإنجليزية: US News & World Report)‏ المتحف الميكانيكي بأنه أحد أهم ثلاثة "أشياء يمكن زيارتها في سان فرانسيسكو". أطلقَ عليه إس إف ويكلي (بالإنجليزية: SF Weekly)‏ لقب «أفضل ساحة للمدرسة القديمة» لعام 2011. هُدّدت المجموعة الفنيّة في المتحَف في 23 أيار/مايو 2020 عندما اندلع حريقٌ في الساعة الرابعة صباحًا في فيشرمان وارف. ودمَّر مستودعًا كاملًا لكنه انطفأ قبل وصوله إلى المتحف.

## المجموعة الفنية
يحتوي المتحف على مجموعة من أكثر من 300 من الألعاب الميكانيكية وأجهزة التسلية بما في ذلك صناديق الموسيقى، والعرافين الذين يعملون بقطع النقود المعدنية، وما يُعرَف بالميوتوسكوب، وألعاب الفيديو، وما يُعرَف بمختبري الحب، وعازف البيانو، وعروض الزقزقة، وأكشاك الصور، والديوراما، والدبابيس الآلات. يعرض حوالي 200 منهم في موقعهم الحالي.
يحتوي المتحف على العديد من القطع النادرة والتاريخية. يحتل وسطه صورة كبيرة لكرنفال متنقل مع عجلة فيريس وألعاب أخرى. كما أنها تمتلك ما يُعتقد أنه الدراجة البخارية الوحيدة في العالم التي تم بناؤها في ساكرامنتو عام 1912. تتميز الديوراما في الديوان الملكي برقص الأزواج وتم عرضها في معرض بنما والمحيط الهادئ الدولي. وُصف المتحَف بأنه "مخيف بشكل مشهور"، يبلغ طوله 6 أقدام، يضحك آليًا. يمتلك المتحف أيضًا مجموعة من الآلات المصنوعة من أعواد الأسنان من قبل السجناء في سان كوينتين.

## معرض الصور

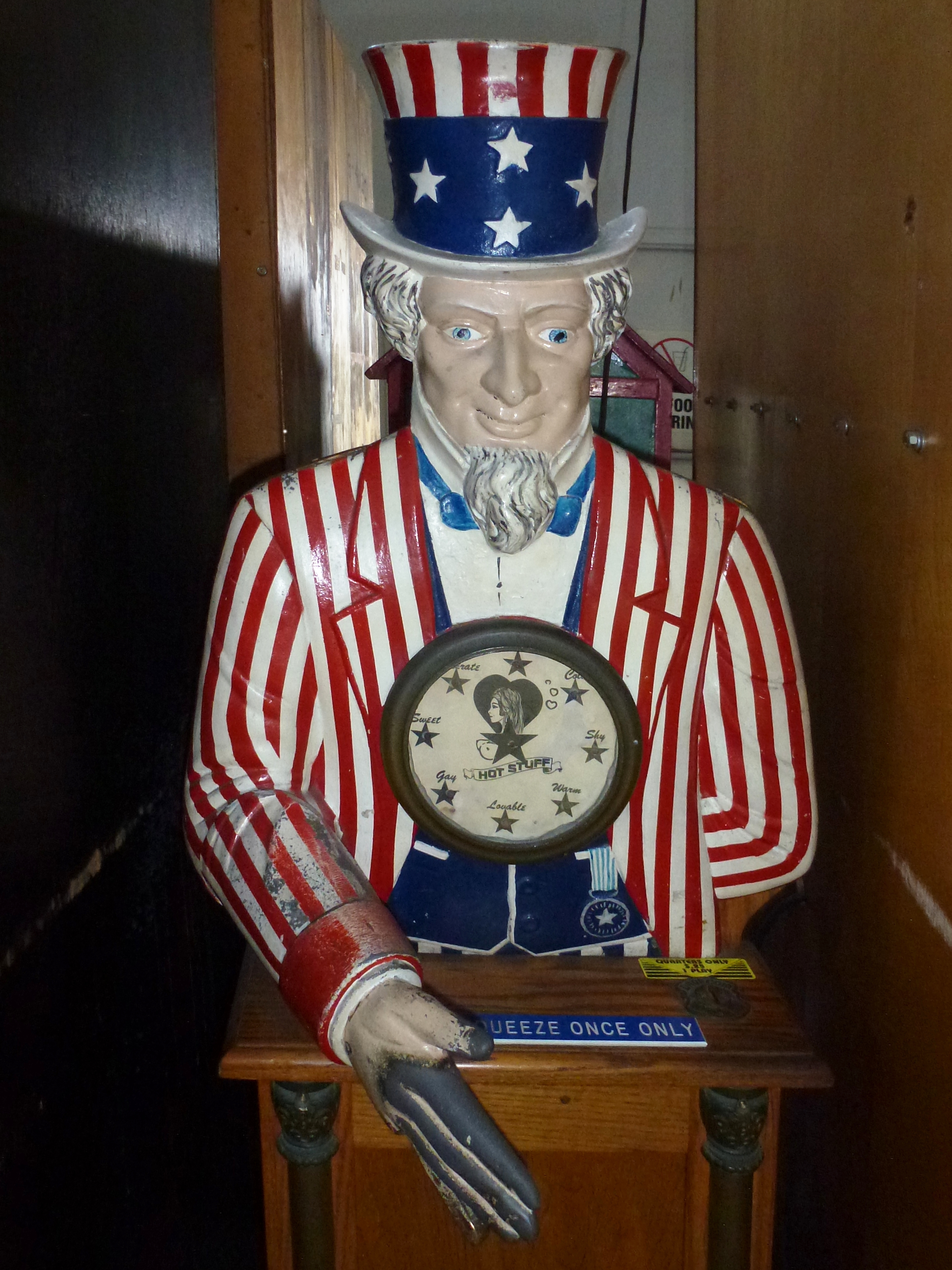
لعبة كرنفال العم سام
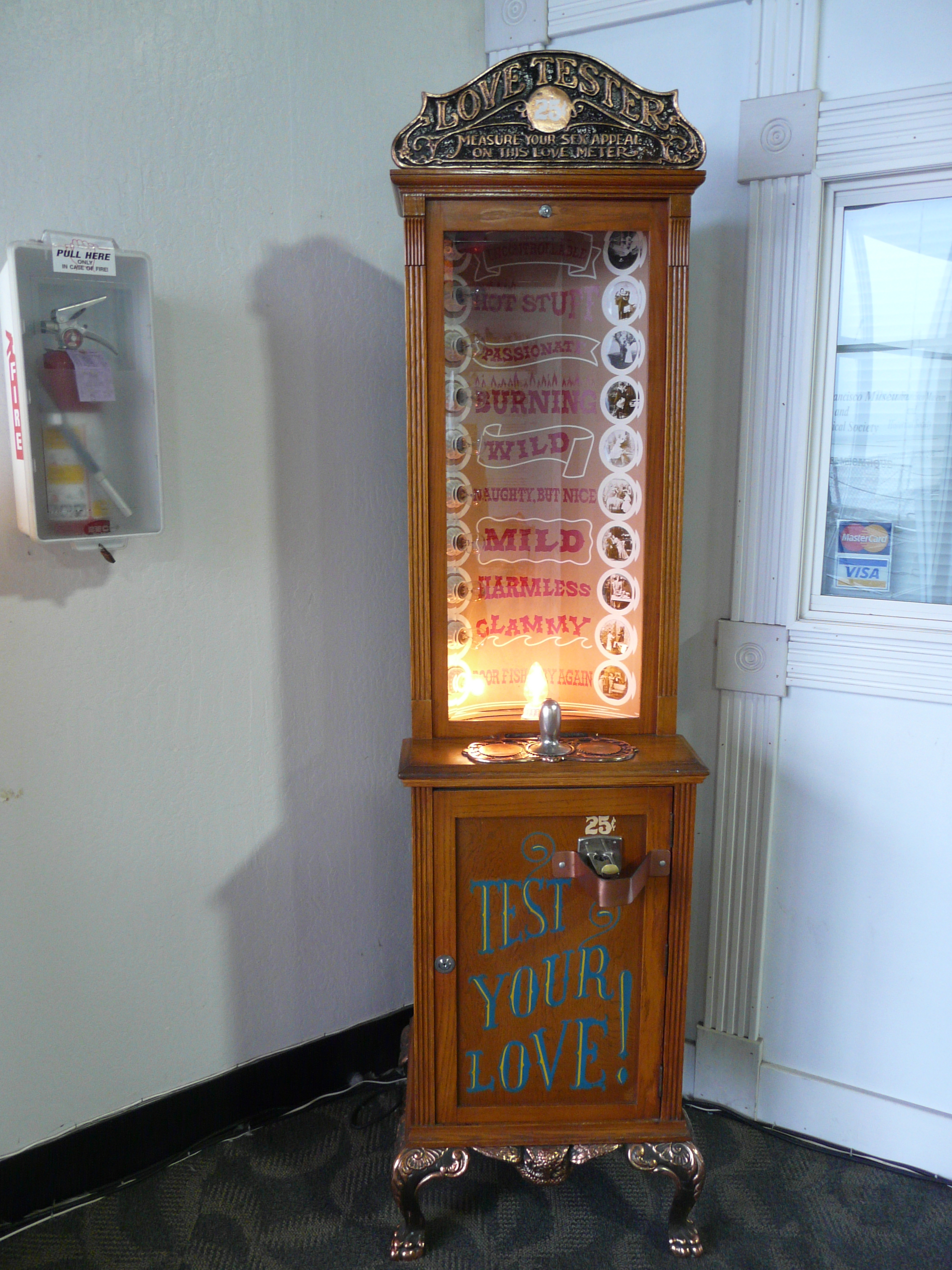
آلة اختبار الحب
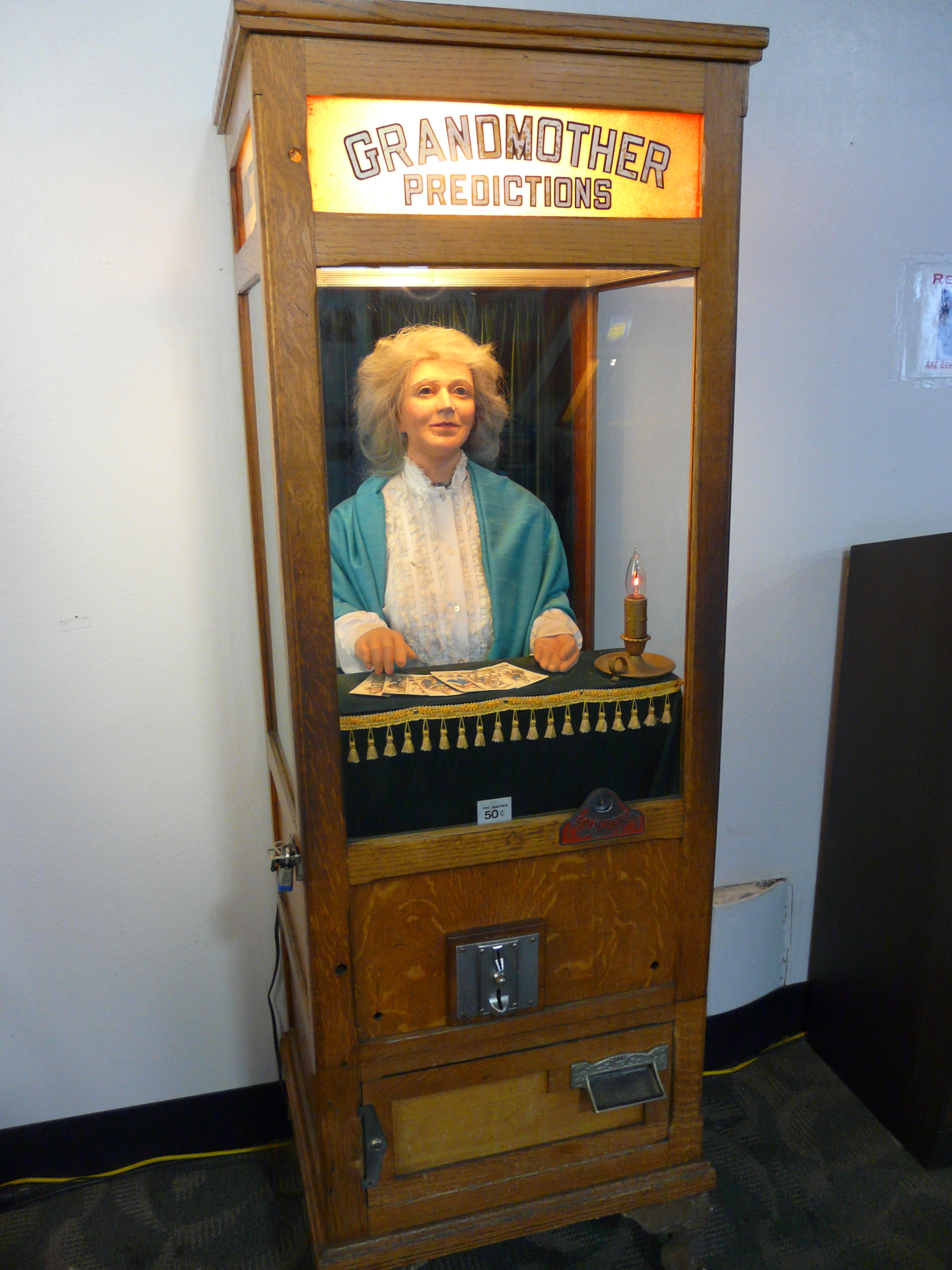
آلة عرافة الجدة
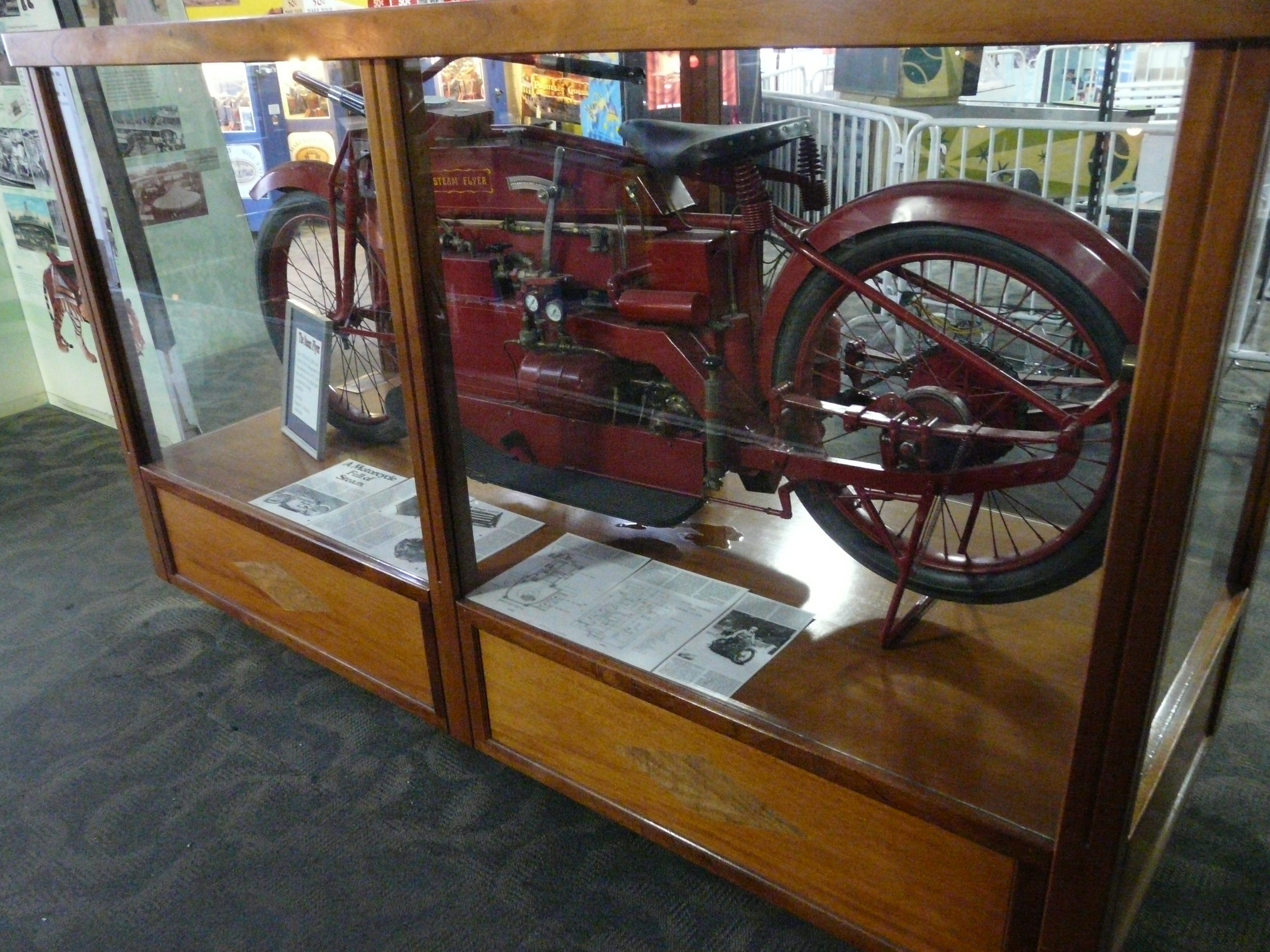
دراجة بخارية تعمل بالبخار
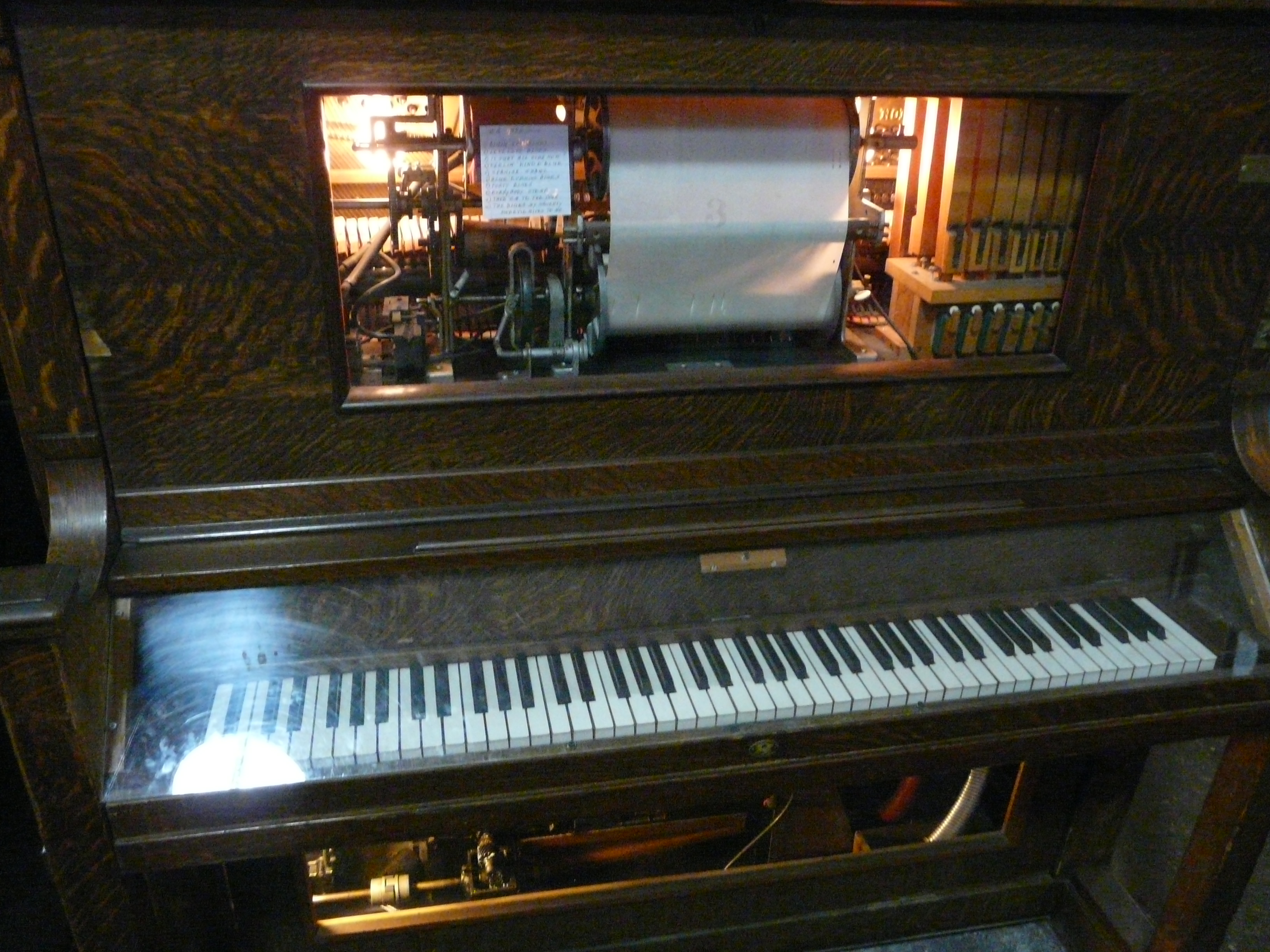
عازف البيانو
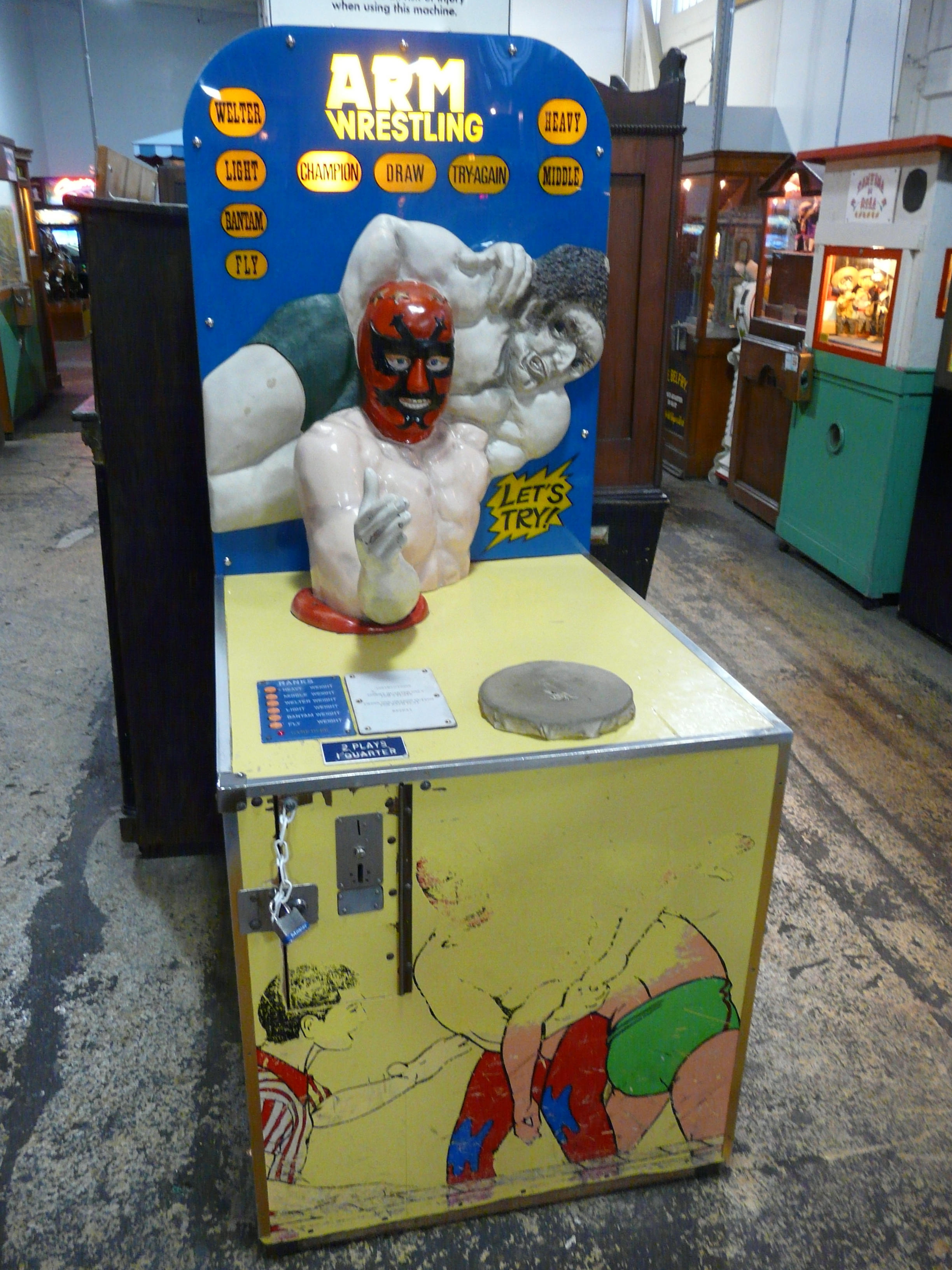
مصارع يد
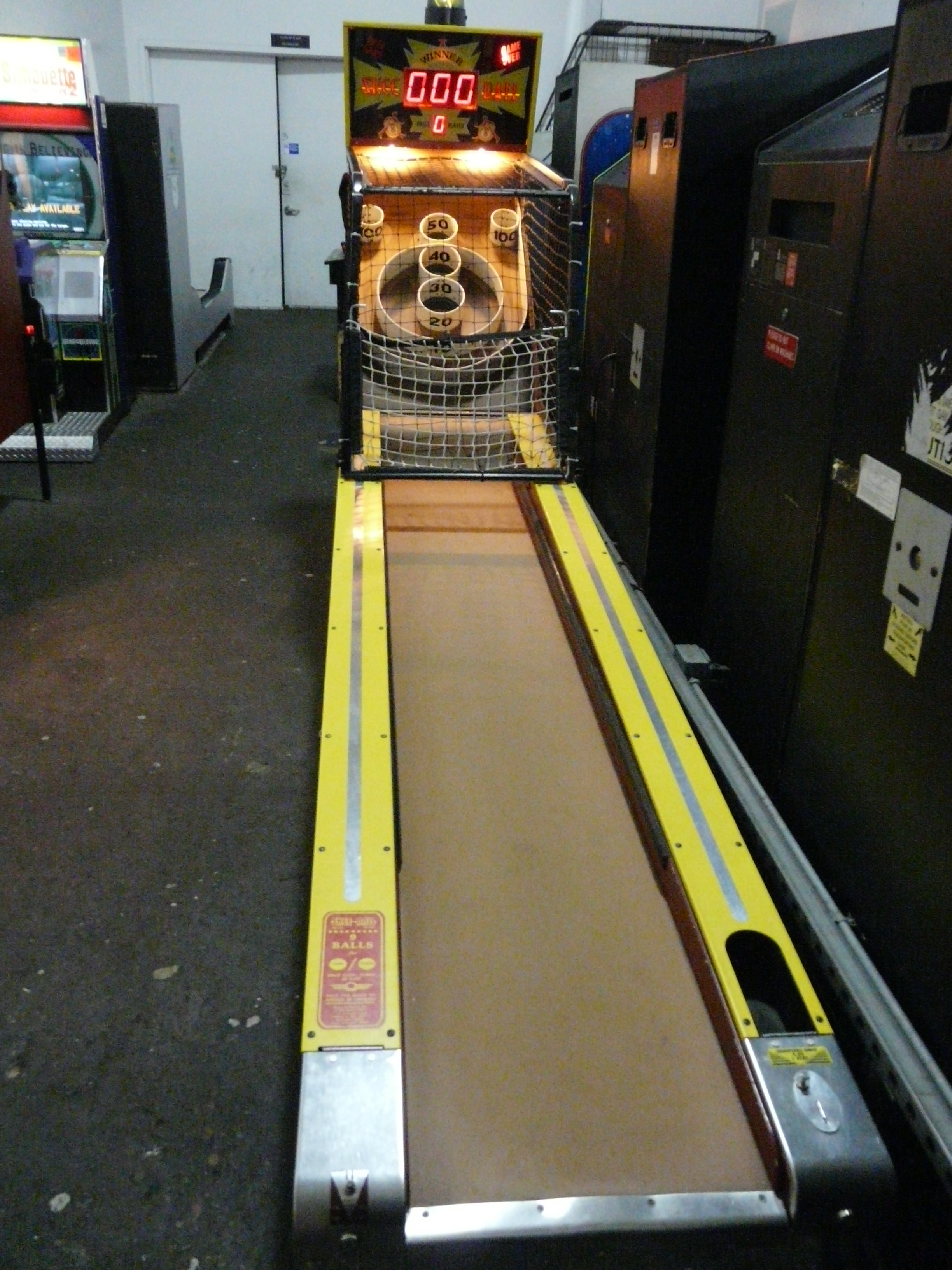
لعبة أخرى داخل المتحف
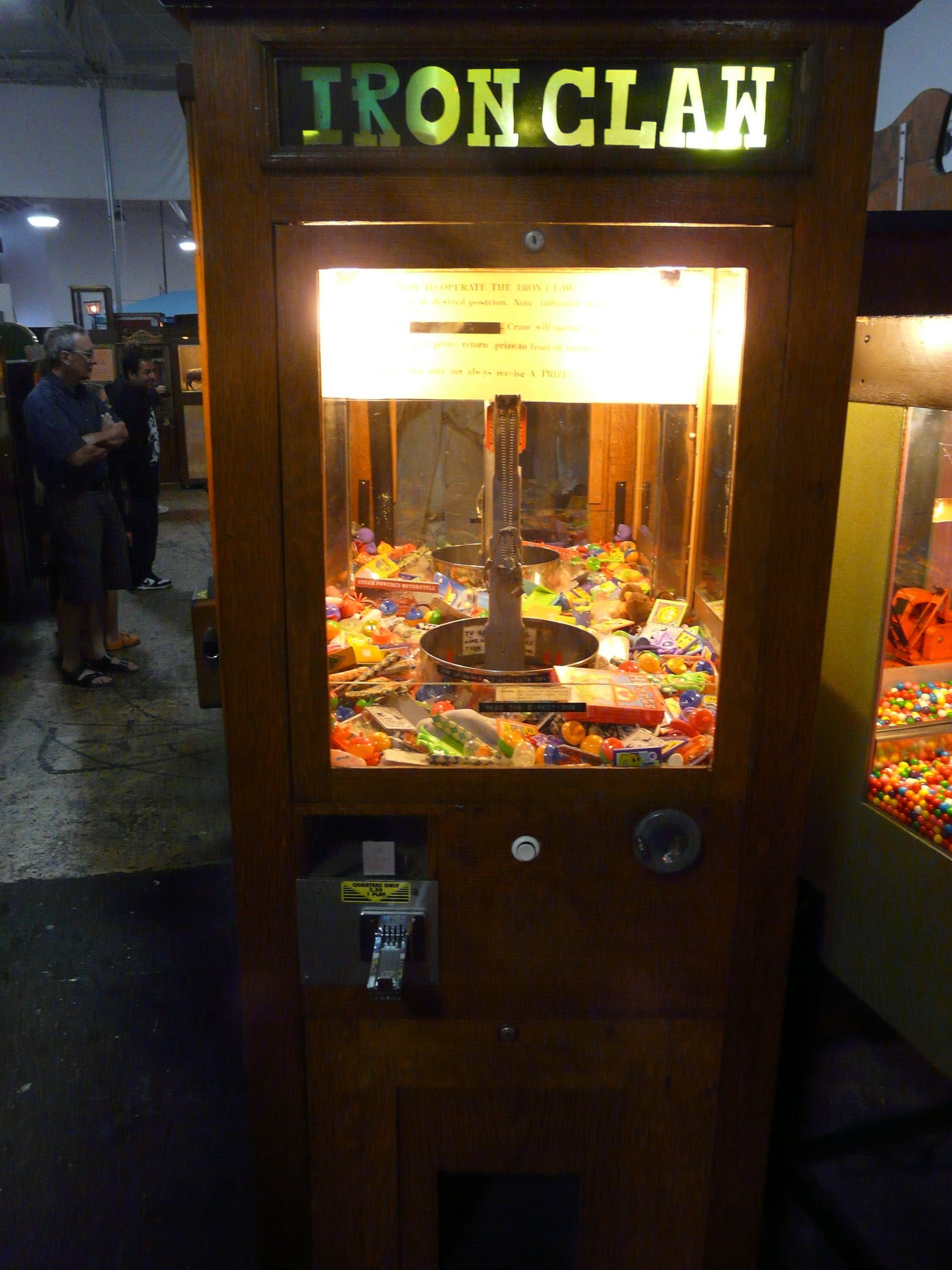
لعبة المخلب
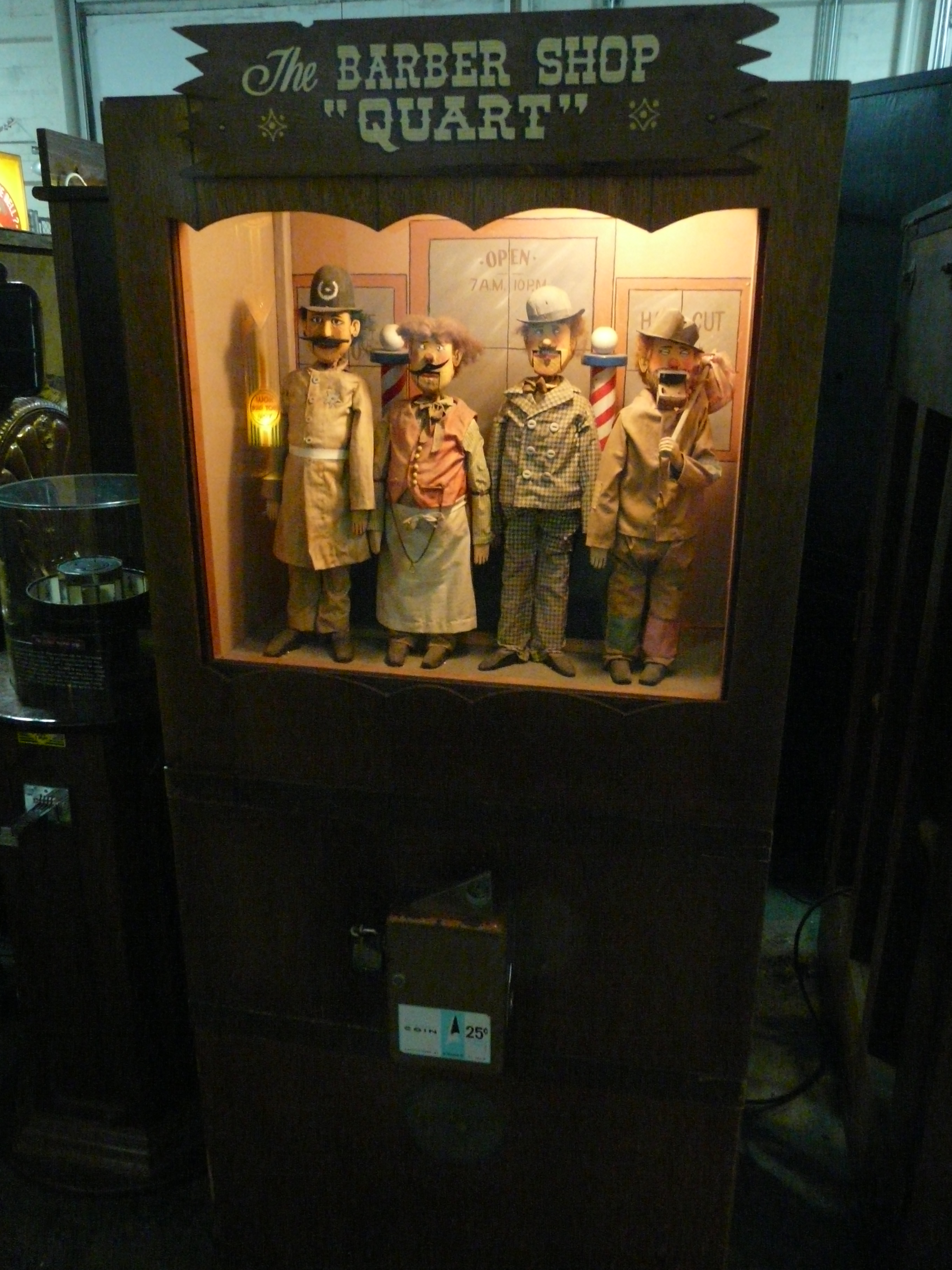
محل الحلاقة "كوارت"
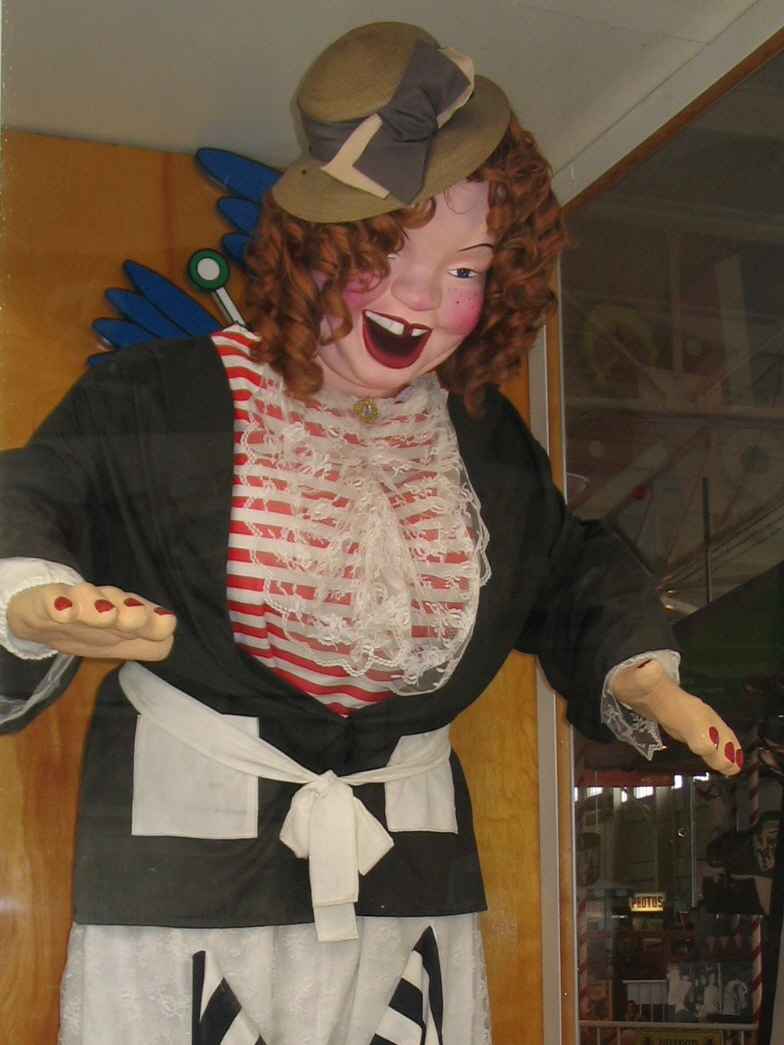
لافينج سال
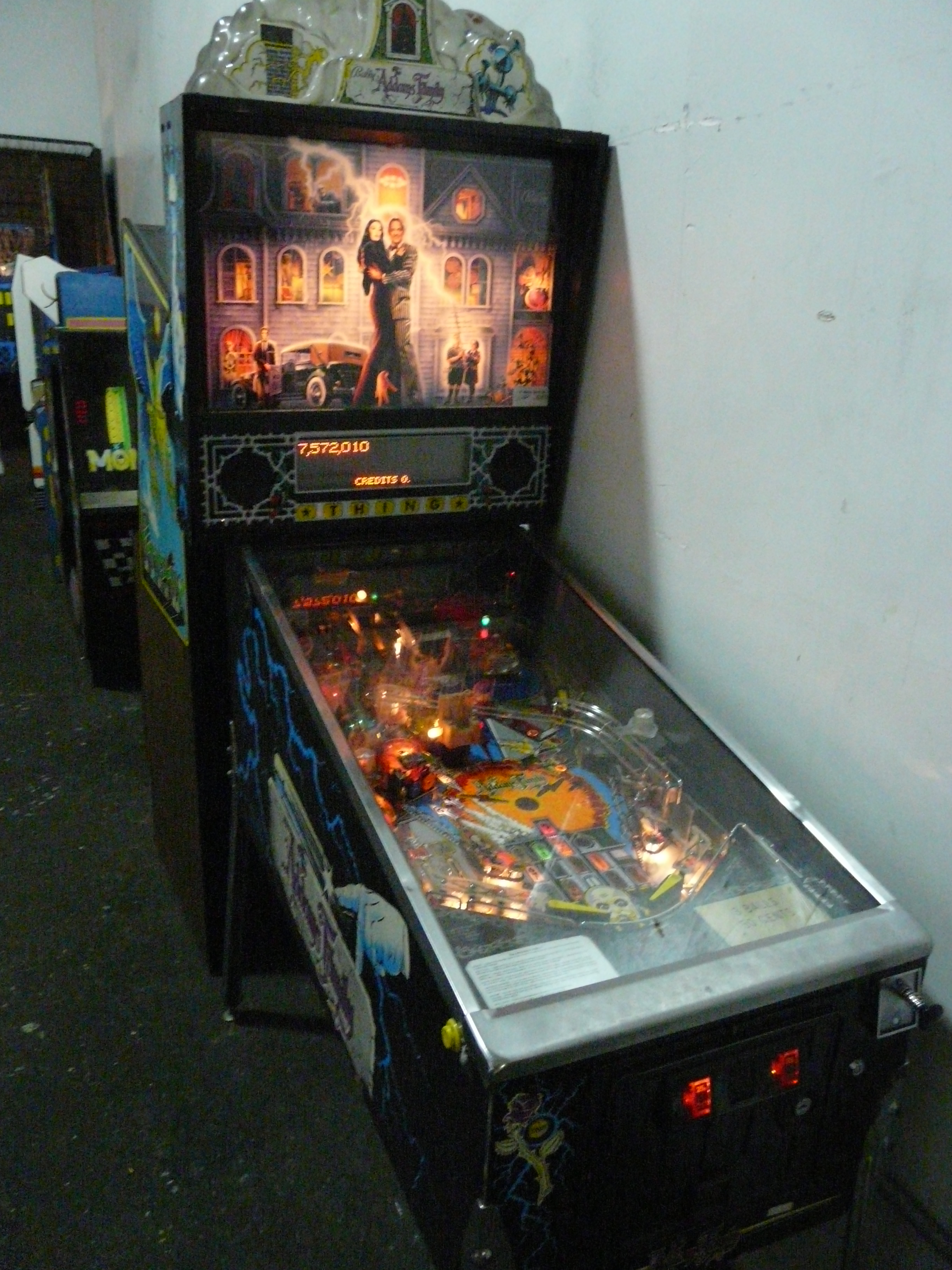
[[The Addams Family (pinball)|لعبة الكرة والدبابيس ضمن لعبة عائلة أدامز
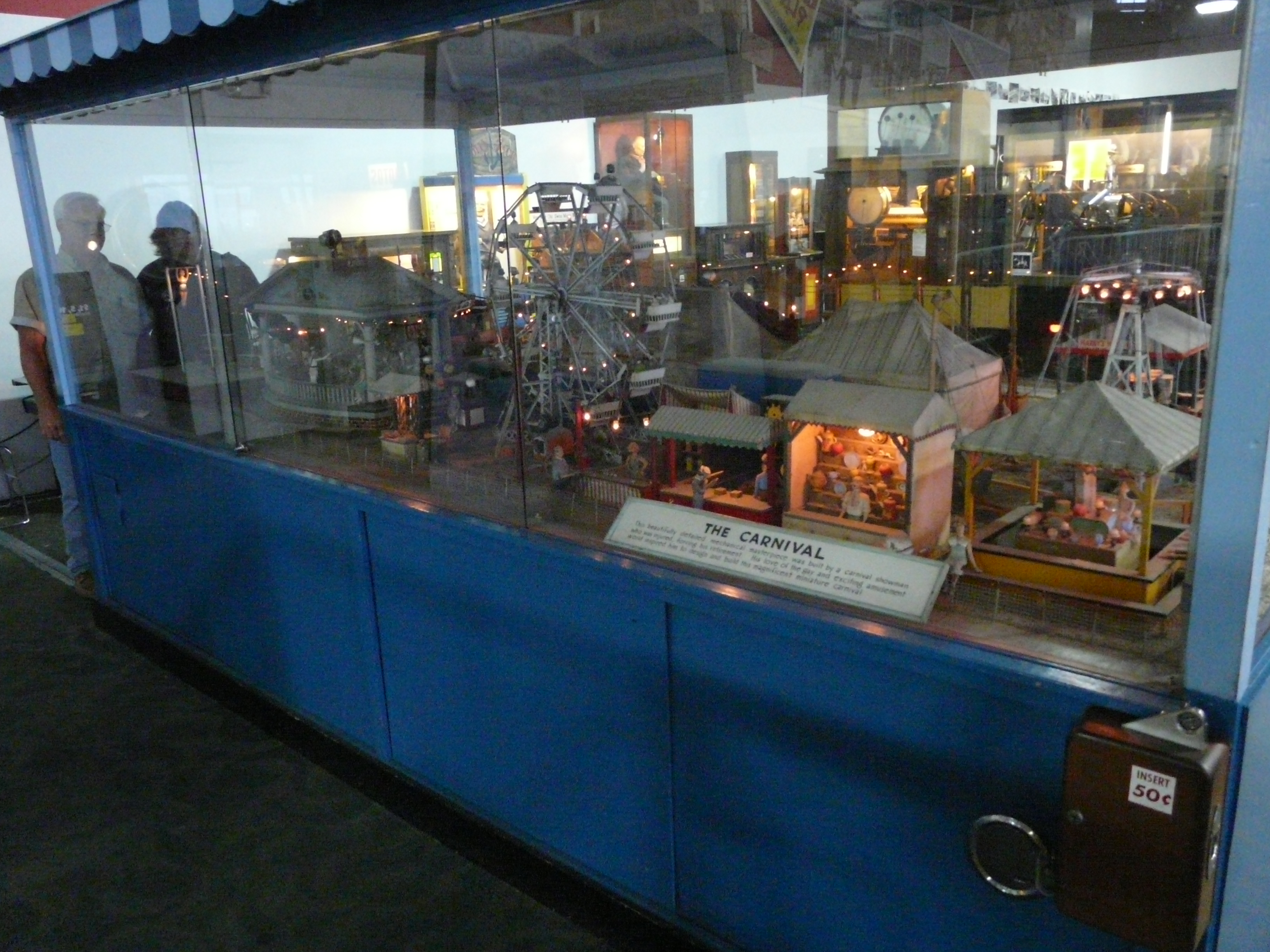
صندوق موسيقى الكرنفال من بلاي لاند

## روابط خارجية
- الموقع الرسمي
- جولة بالفيديو للمتحف